# Adolf Wiktor Weiss

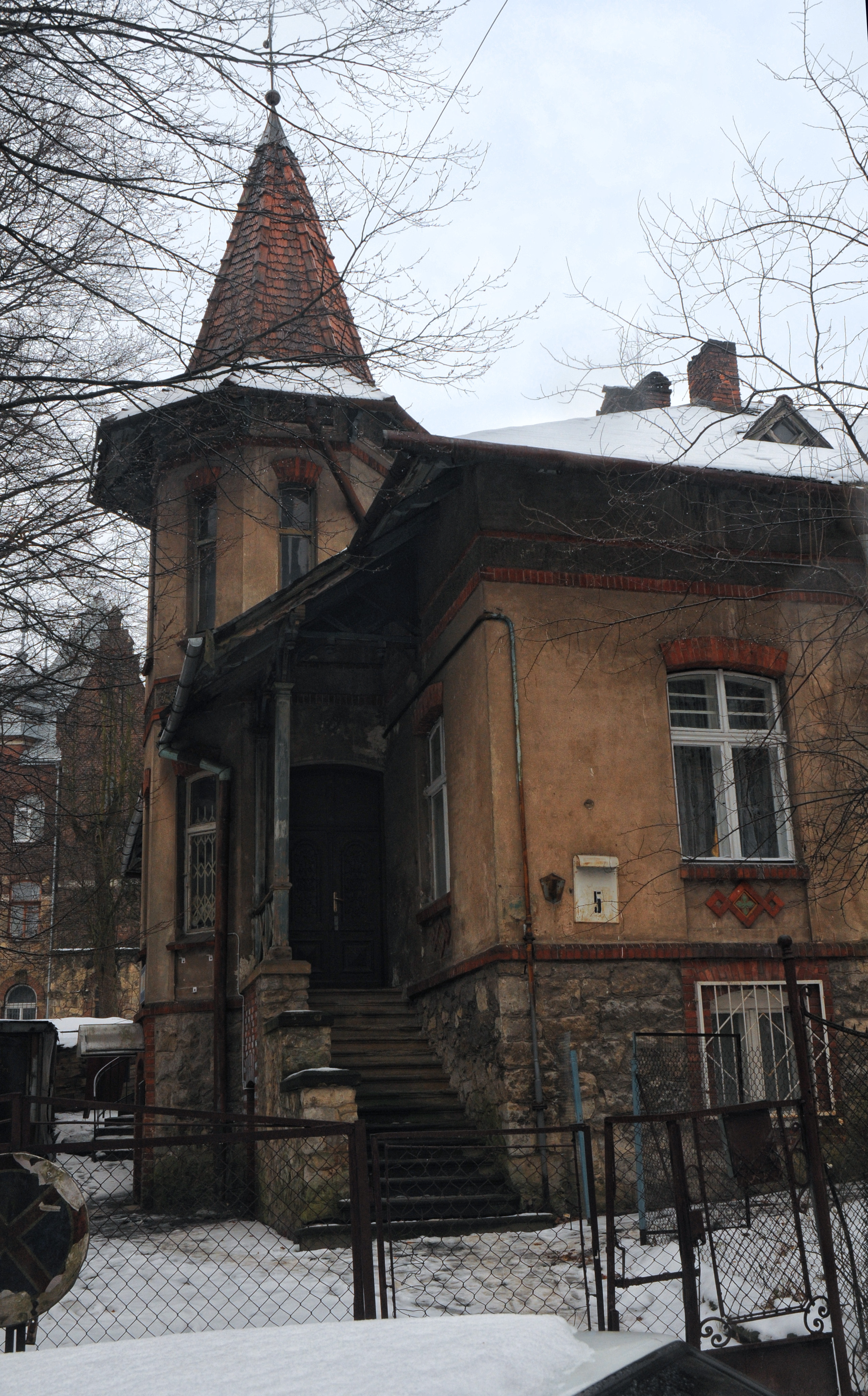
Willa Jana Jarzyny przy ulicy Poniatowskiego 5 (U.Samczuka), Lwów

Adolf Wiktor Weiss (ur. 5 listopada 1858 w Jarosławiu, zm. 23 września 1936 we Lwowie) – polski architekt, wykładowca Politechniki Lwowskiej, nauczyciel Państwowej Szkoły Przemysłowej we Lwowie. Pełnił funkcję przewodniczącego Związku Artystów Polskich we Lwowie.

## Życiorys
Był synem Gustawa Adolfa Weissa, asesora i burmistrza Jarosławia. W 1876 rozpoczął studia na Wydziale Architektury Szkoły Politechnicznej we Lwowie. Ukończył je w 1884 i rok później został asystentem w Katedrze Budownictwa Lądowego, gdzie zajmował stanowisko do 1887. Od 1886 był członkiem Polskiego Towarzystwa Politechnicznego we Lwowie, zasiadał w sądzie honorowym i wielu komisjach. W 1895 uzyskał tytuł profesora w lwowskiej Szkole Technicznej i był nim do przejścia w stan spoczynku w 1926, wykładając projektowanie konstrukcji betonowych, geometrię, rysunek geometryczny i kaligrafię. Pełnił funkcję przewodniczącego Związku Artystów Polskich we Lwowie (w ciągu roku szkolnego 1904/1905 był wiceprezesem Związku Artystów Polskich we Lwowie).

## Dorobek architektoniczny (wybrany)
- Kompleks zabudowań szpitalnych dla nieuleczalnie chorych przy ulicy Stepana Smal-Stockiego (Bilińskich) fundacji Antoniego i Walerii Bilińskich, współautorzy Jan Lewiński, Józef Kajetan Janowski i Ignacy Brunek (1891-1897);
- Przebudowa Pałacu Dzieduszyckich przy ulicy Mykoły Łysenki 15 (Kurkowa) (1894);
- Willa Jana Jarzyny przy ulicy Ułasa Samczuka 5 (Poniatowskiego) (1894);
- Gmach VI Gimnazjum we Lwowie przy ulicy Łyczakowskiej 37 (1901);
- Zabudowania składu tkanin Erlicha i fabryki lasek i parasoli przy ulicy Gródeckiej 17 (1913).
- Ponadto kościoły, kaplice, budynki oświatowe i mieszkalne.